# 1974 au Maroc
Chronologie du Maroc
- 1970
- 1971
- 1972
- 1973
- 1974
- 1975
- 1976
- 1977
- 1978

Cet article présente les faits marquants de l'année 1974 au Maroc ou relatifs au Maroc.

## Événements
- 26-29 octobre : 7e sommet arabe tenu à Rabat. Le président algérien Boumédiène déclare accepter l’accord conclu entre le roi Hassan II du Maroc et le président mauritanien Moktar Ould Daddah pour le partage du Sahara occidental[1].

## Sports
- La Coupe du Maghreb des clubs champions 1974-1975 est la sixième édition de la Coupe du Maghreb des clubs champions, qui se déroule entre le  30 août et 1er septembre 1974, à Casablanca.
- Le club du Raja de Beni Mellal a remporté le Championnat du Maroc de football 1973-1974, et ceci pour la première fois de son histoire. Notons que pour la deuxième fois de suite le tenant en titre est relégué.
- La Coupe du Maroc de football 1973-1974,  Coupe du Trône, est la dix-huitième édition de la compétition. Le Raja Club Athletic remporte la coupe au détriment du Maghreb de Fès sur le score de 1-0 au cours d'une finale jouée dans le Stade d'honneur à Casablanca. Le Raja Club Athletic gagne ainsi pour la toute première fois cette compétition.
- La Coupe du Maroc de football 1974-1975, Coupe du Trône, est la dix-neuvième édition de la compétition.
- La Saison 1973-1974 des FAR de Rabat est la seizième de l'histoire du club. Cette saison débute alors que les militaires avaient terminé douzièmes en championnat de la saison dernière. Le club est par ailleurs engagé en coupe du Trône.
- La Saison 1974-1975 des FAR de Rabat est la dix-septième de l'histoire du club. Cette saison débute alors que les militaires avaient terminé neuvièmes en championnat lors de la saison dernière. Le club est par ailleurs engagé en coupe du Trône.